# Бронішево (Куявсько-Поморське воєводство)
Бронішево (пол. Broniszewo) — село в Польщі, у гміні Александрув-Куявський Александровського повіту Куявсько-Поморського воєводства.
Населення — 140 осіб (2011).
У 1975-1998 роках село належало до Влоцлавського воєводства.

## Демографія
Демографічна структура станом на 31 березня 2011 року:
|          | Загалом | Допрацездатний вік | Працездатний вік | Постпрацездатний вік |
| -------- | ------- | ------------------ | ---------------- | -------------------- |
| Чоловіки | 71      | 19                 | 44               | 8                    |
| Жінки    | 69      | 14                 | 43               | 12                   |
| Разом    | 140     | 33                 | 87               | 20                   |